# 徳島県道・香川県道106号穴吹塩江線
徳島県道・香川県道106号穴吹塩江線（とくしまけんどう・かがわけんどう106ごう あなぶきしおのえせん）は、徳島県美馬市から香川県高松市に至る一般県道である。徳島県側の県道標識では「穴吹塩之江線」となっている。本項目では、この県道の前身となった大瀧寺越（おおたきじごえ）についても触れる。

## 概要
徳島県美馬市穴吹町三島から香川県高松市塩江町安原上東に至る。
奈良時代、726年（神亀3年）の大瀧寺開基以来より修験道における同寺への修験参道として平安時代を通して阿波と讃岐の両国（以下、阿讃両国と表記）より拓かれた大瀧寺越（おおたきじごえ。大滝山峠とも称する）を前身とする越県県道である。ただし大瀧寺越は江戸時代初期頃までは阿讃両国をつなぐ主要道として重宝されたものの、修験参道として拓かれた由来と標高900 m付近まで登る高所ゆえに整備が行き届かなかったため登坂には難が多かった。江戸時代中期より借耕牛などの取引往来が活発になりだすと、その当初こそそれらにも大瀧寺越が用いられていたが、ほどなく交通の難を解消し商取引負担を減少させるため相栗峠（徳島県道・香川県道7号美馬塩江線の前身）が拓かれ、主要道としての物流の流れがそちらに移行し、さらに明治時代に入ってからは東側へ大きな迂回路とはなるもののより平坦な清水峠（国道193号）が整備されて戦後においては同峠が自動車社会に対応するようになり迂回による時間の問題も解消され阿讃両国の交通の主部を担うようになり、本路の意義が弱くなっていった。のみならず明治時代においては廃仏毀釈に伴う修験禁止令によって修験巡礼による通行量も大幅に激減してしまい、大瀧寺越は、それらの長い時代の流れとともに廃れていく事となった。
以上の事情から、本路も区間の途切れなく起終点が一本につながった舗装路となってはいるが、周囲に上述した各道路に代表される、さらに走りやすい県境越え道路があるため、起終点付近の交点での案内標識では徳島県側では県境付近の集落名となっており、香川県側に至っては行き先が何も表示されていない。
実際走行すると、起点付近（吉野川を越える小島橋もこの県道に含まれる）、終点（塩江温泉郷中心部）付近のわずかな区間をのぞけば、舗装は比較的しっかりとしているものの、幅の広い車であれば通行困難な1車線のすれ違いのできない道が延々と続く。また、案内標識が少なく、上記の県境付近の集落付近ではいくつか分岐する道があることもあり、全線走破するには注意する必要がある。ただ、徳島県内の県境付近では広域農道と大滝山や大瀧寺・西照神社への取りつけ道路として整備された事から、この区間だけは1.5 - 2車線が確保されている。ただ大滝山付近へのアプローチも、徳島県側からであれば広域農道や下記徳島県道252号大谷脇町線経由で交点まで走ったほうが走りやすい。
一方、大瀧寺が上記の通り古来よりの修験寺であり同時に四国別格二十霊場の二十番札所（結願所）にして四国八十八箇所の阿波側総奥の院であることから、本道の一部区間は同寺への遍路道あるいは拓かれた当初の修験参拝道としての性格について現在もなお残されており、本路上においては時折、同巡礼を往く遍路者の存在が見られる事がある。
2018年（平成30年）1月現在、椛川ダム工事の影響で終点近くのさぬき温泉付近が通行止めとなっているが、この東側にダムの堤防に沿うように迂回路がつくられており、そちらを通って大滝山方面および国道193号へ抜けることができる（当初は迂回路に県道指定が無かったものの、後に県道指定された。ダム敷地内を通っている現道の一部区間は椛川ダム完成に伴い水没すると思われる）。

### 路線データ
- 起点：徳島県美馬市穴吹町三島（国道192号交点）
- 終点：香川県高松市塩江町安原上東（国道193号交点）
- 総延長：26.242 km（徳島県道15.369 km[1]、香川県道11.873 km）
- 制限速度：標識なし（起点 - 脇町井口は50 km/h）

## 歴史
- 1959年（昭和34年）1月31日 - 穴吹塩江線として認定
- 1972年（昭和47年）3月10日 - 徳島県道・香川県道106号穴吹塩江線として再認定

## 路線状況

### 重複区間
- 徳島県道12号鳴門池田線（徳島県美馬市脇町別所 地内）

### 道路施設

#### 橋梁
- 徳島県
  - 小島橋（吉野川、美馬市）

## 地理

### 通過する自治体
- 徳島県
  - 美馬市
- 香川県
  - 高松市

### 交差する道路
| 交差する道路                            | 都道府県名 | 市町村名 | 交差する場所   | 交差する場所 |
| --------------------------------------- | ---------- | -------- | -------------- | ------------ |
| 国道192号                               | 徳島県     | 美馬市   | 穴吹町三島     | 起点         |
| 徳島県道12号鳴門池田線 重複区間起点     | 徳島県     | 美馬市   | 脇町別所       |              |
| 徳島県道12号鳴門池田線 重複区間終点     | 徳島県     | 美馬市   | 脇町別所       |              |
| 徳島県道252号大谷脇町線                 | 徳島県     | 美馬市   | 脇町           |              |
| 香川県道153号大滝上西線                 | 香川県     | 高松市   | 塩江町安原上東 |              |
| 国道193号 国道377号 重複 国道492号 重複 | 香川県     | 高松市   | 塩江町安原上東 | 終点         |

### 沿線
- 美馬市立岩倉中学校

## ギャラリー

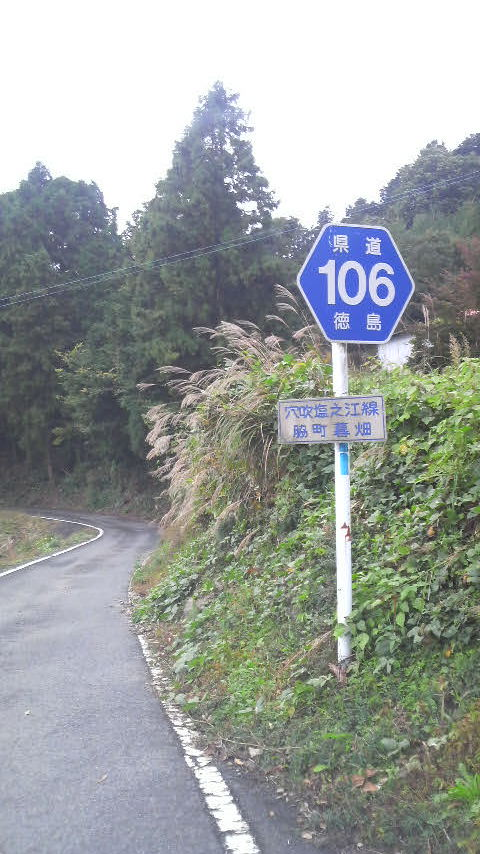
県道標識（徳島県側） 徳島県美馬市脇町
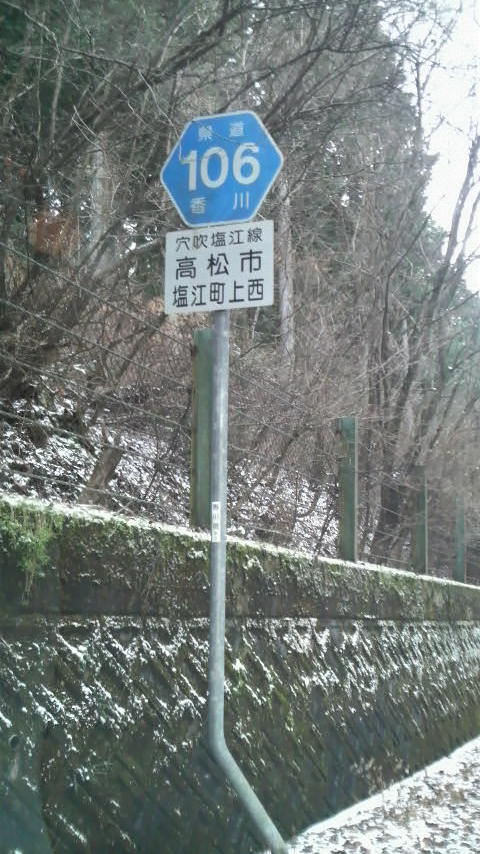
県道標識（香川県側） 香川県高松市塩江町上西